# Pawlatsche

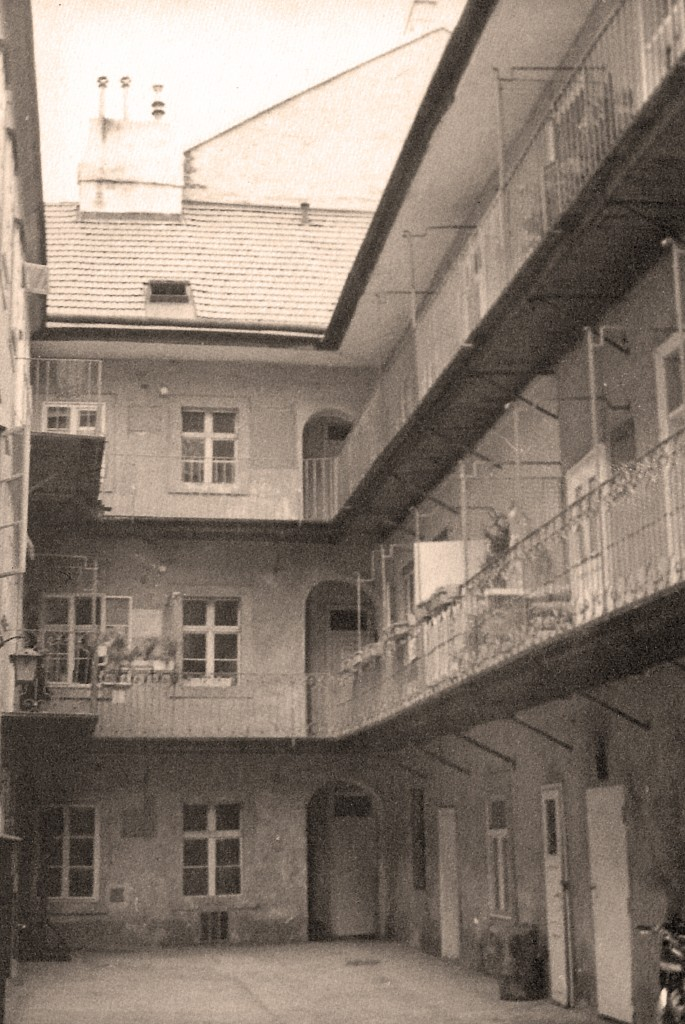
Innenhof mit Pawlatschengängen, Haus Zum Auge Gottes in Wien-Mariahilf

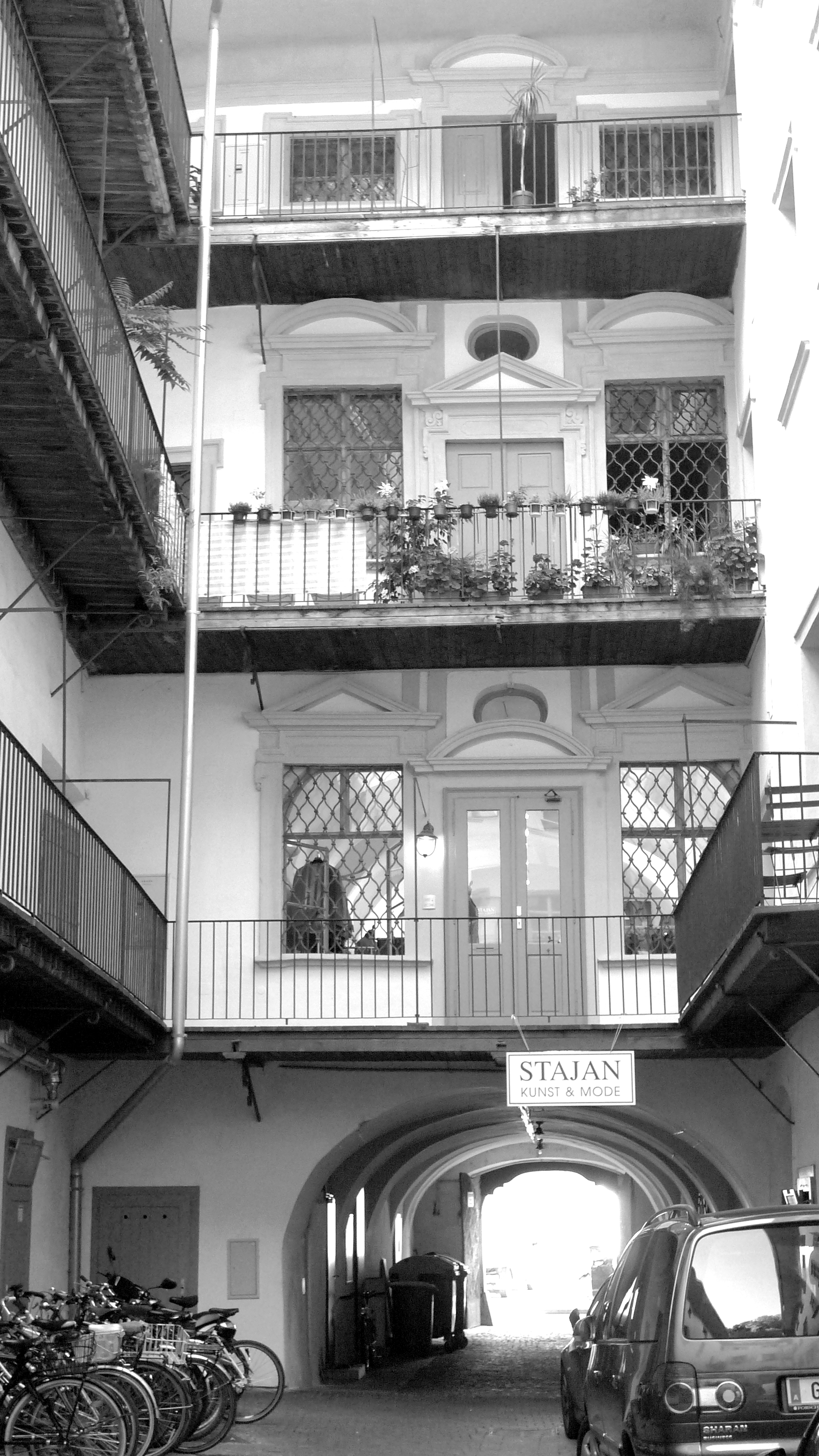
Graz Sackstraße 22, Pawlatschengänge im Innenhof

Die Pawlatsche ist ein Begriff, der aus der tschechischen Sprache in das österreichische Deutsch aufgenommen wurde. Das tschechische Wort pavlač (Gang/Zugang) bezeichnet einen offenen Hauseingang und auch die Zugangsbalkone (Laubengänge) am winkeligen Innenhof. In Teilen Österreichs (u. a. Wien und Graz) wird der Begriff für die umlaufenden Laubengänge der Innenhöfe benutzt. In den sogenannten Pawlatschenhäusern erfolgt ein Zugang zu den Wohnungen ausschließlich über die Pawlatschen um den Pawlatschenhof. Die oft älteren Pawlatschenhäuser wurden auch in einigen anderen Städten des ehemaligen Österreich-Ungarns häufig gebaut, meistens im 18. und 19. Jahrhundert und haben ihre Vorbilder in traditionellen Seitenflügelhäusern dieser Regionen, zu denen normalerweise schon Laubengänge gehörten. Pawlatschenhäuser unterscheiden sich von den zumeist erst in der Moderne in skandinavischen Ländern, in Norddeutschland und in den Niederlanden errichteten Laubenganghäusern, und auch von einigen traditionellen Laubenganghäusern anderer Regionen, besonders in Lateinamerika oder von großen Loggien im Mittelmeerraum dadurch, dass hier die Zugangsbalkone zu Mietwohnungen nicht an der Vorderseite des Hauses, sondern an der winkligen, engen Hofseite errichtet wurden, besonders zu den Wohnungen im angebauten Hinterhaus.

## Charakteristika

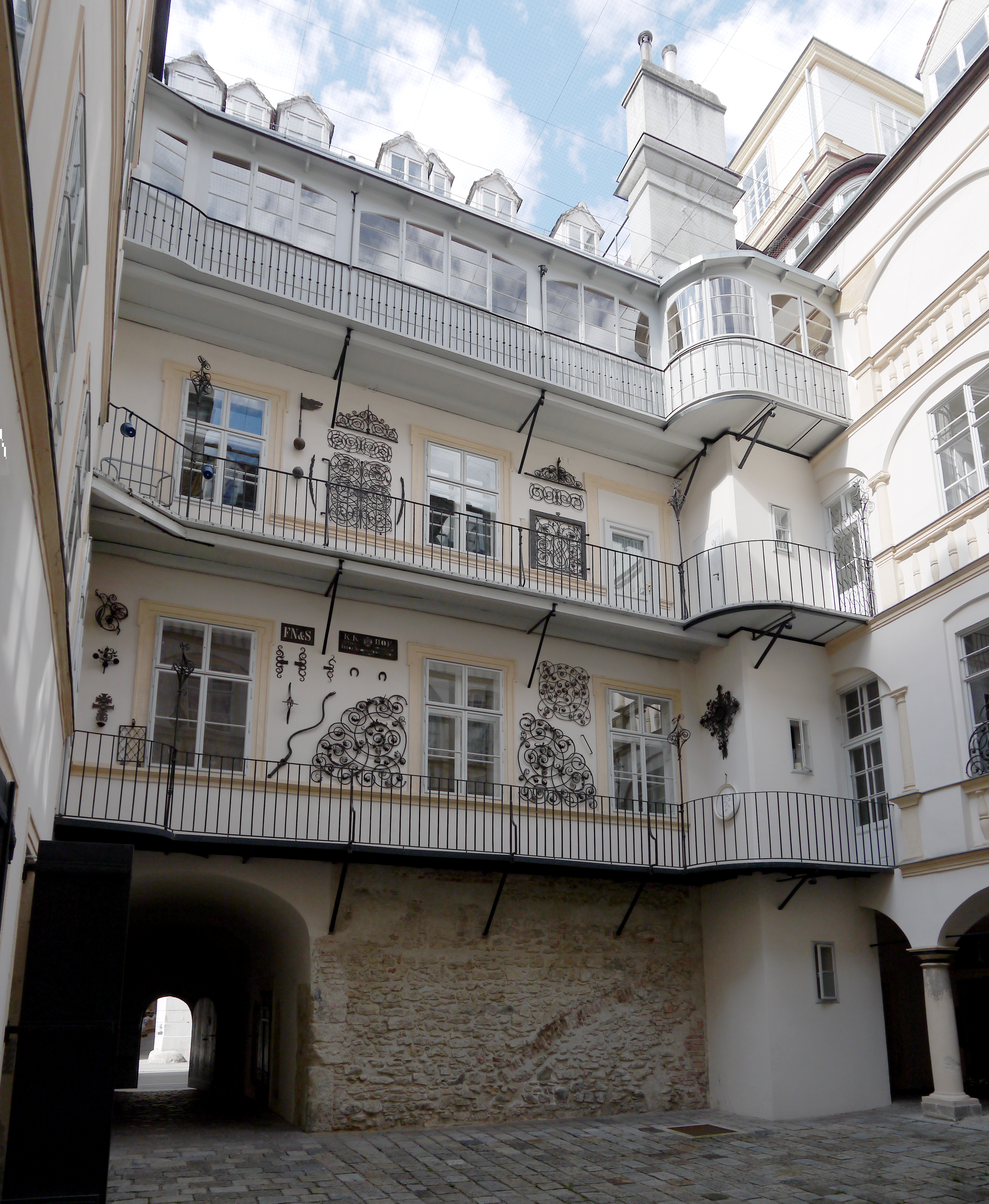
Früher Pawlatschenhof am Renaissance-Haus Stampa (Bäckerstraße 7) in Wien mit seltenerem in den Hof vorgesetztem Stiegenhaus, seltenerer verglaster Pawlatsche (Vorderhaus oben, 3. Etage) und mit später unüblichen zum Außenflur verbauten Pawlatschen (rechtes Hinterhaus 1.–3. Etage, nicht Erdgeschoss) und später unüblicher Fassade am linken Hinterhaus.

Der Vorgänger des städtischen Pawlatschenhauses der österreichisch-ungarischen Frühgründerzeit bis 1870 und Hochgründerzeit bis 1890 war das Seitenflügelhaus, in Österreich auch Zwerchhof genannt, das in Böhmen, Österreich, Ungarn und umliegenden Ländern seit dem Mittelalter verbreitet war. Der Grund seiner Entstehung war, dass im Kataster-/ Grundstückswesen meistens sehr schmale und tiefe „Handtuchparzellen“ an der Straße vergeben wurden. Das machte es sinnvoll, die meisten Räume und manchmal auch Werkstätten quer zur Straße zu bauen und sie L-förmig mit dem vergleichsweise schmalen Vorderhaus an der Straße zu verbinden. Durch das Vorderhaus wurde dann oft seitlich eine Durchfahrt zum Hinterhof vor dem Hinterhaus gebaut. Laubengänge am Hinterhaus waren in diesen Regionen bereits seit dem Mittelalter und besonders zur Zeit der Renaissance im Gegensatz zu Seitenflügelhäusern anderer Gebiete allgemein verbreitet. Dieser Grundtyp des Zwerchhofs oder Seitenflügelhauses blieb über Jahrhunderts in Städten und Dörfern dieser Regionen weit verbreitet, weil Handtuchparzellen noch bis ins 19. Jahrhundert üblich waren.
Das Pawlatschenhaus ist eine Weiterentwicklung der Renaissance, besonders aus dem 18. Jahrhundert, als in einigen Großstädten vielstöckige Zinshäuser (Mietshäuser) entstanden, wobei die Wohnungen oft sozial gestaffelt waren: die Repräsentativwohnungen befanden sich im Vorderhaus, die billigeren im Hinterhaus mit Pawlatschenzugang. Häufig blieb die L-förmige Grundform erhalten, seltener gab es auch U-förmige Häuser mit zwei Hinterhäusern am Hinterhof. Nicht selten wurden die Hinterhäuser auch mit dem Rücken aneinander gebaut, wodurch die Hinterhäuser in L-Form und umgekehrter L-Form mit Grundstücksmauer dazwischen gegenüber liegen. Pawlatschen-Hinterhäuser wurden seltener, als in der zweiten Hälfte des 19. Jahrhunderts (je nach Stadt verschieden) die engen Handtuchparzellen durch breitere Wohnhofparzellen ersetzt wurden.
Dass ein kompletter Wohnhof zwischen den Straßen mit wenigen Stiegen durch Pawlatschen erschlossen wird (nicht Hinterhäuser), ist deshalb erst ein späterer Haustyp, meist aus der Hochgründerzeit. An Eckhäusern waren immer Pawlatschen verbreitet, wodurch relativ viele Wohnungen über eine Stiege (Treppenhaus) erreicht werden können.
Der Zugang der einzelnen Ebenen erfolgt über den Innenhof und in den oberen Etagen über die Laubengänge/Zugangsbalkone. Meistens an der Rückseite des Vorderhauses windet sich eine Stiege / ein Treppenhaus nach oben, bei sehr alten Häusern häufig ähnlich einer Wendeltreppe in einem Turm. Von dieser Treppe aus gelangt man auf die einzelnen Pawlatschengänge. Seltener gibt es auch Außentreppen, zumindest zu den Pawlatschen des ersten Stockwerkes oder bei einigen jüngeren Wohnhäusern befindet sich auch im Vorderhaus oder Hinterhaus ein Treppenhaus. 
Die Erschließung von Mietshäusern über Pawlatschengänge wurde in der Stadt Wien nach dem Brand des Ringtheaters 1881 – für Neubauten – untersagt (unzureichende Fluchtmöglichkeiten und zu dichte Bebauung mit Hinterhäusern), aber in anderen Städten weiter gebaut.
Pawlatschen sind auch für die Architektur ganz besonders in Budapest, Prag und Brünn häufig, wo sie neben Wien auch als Kulturerbe touristisch vermarktet werden. Aber auch in Graz, Bratislava, Ljubljana und anderen Großstädten des ehemaligen Österreich-Ungarn bis hin nach Lwiw (Lemberg), meistens bis um das Jahr 1900 herum wurden Pawlatschenhäuser gebaut, besonders in Tschechien und Ungarn noch bis in die Moderne nach dem Ersten Weltkrieg.
Der Vorteil liegt in der besseren Nutzung der erschlossenen Wohnungen, da Dielen und Flure innerhalb des Hauses zumeist entfallen. Pawlatschen sind kostengünstiger als Stiegenhäuser mit derselben Funktion und platzsparender, da die Grundfläche innenliegender Flure und manchmal auch der Stiegen/Treppenhäuser im Haupthaus entfällt. Außerdem haben die meisten Hinterhäuser in Pawlatschhöfen keinen Fassadenstuck, an der Rückseite zu den Nachbarhöfen auch keine Fenster (mit Ausnahme weniger sehr alter Pawlatschenhäuser, siehe Bild), wo sie manchmal, aber nicht immer an andere Hinterhäuser gebaut sind, oder als schlichte Mauer zum Nachbargrundstück enden. Wohnungen an Pawlatschen bieten dem Wohnungsnutzer einen Balkon zum Auslüften und mit vorgezogener Dachtraufe der Laubengänge sommerlich etwas Abschattung, der Hoffassade Schutz vor Schlagregen und im Hof einen regengeschützten und schneefreien Rundumgang.

## Geschichte
Pawlatschenhäuser entwickelten sich seit der Renaissancezeit, zahlreicher aber erst in der Manufakturzeit des Absolutismus Mitte 17.–Mitte 19. Jahrhundert aus den schon zuvor in den Städten Böhmens, Mährens, Schlesiens, Österreichs, der Steiermark und Ungarns weit verbreiteten niedrigeren Seitenflügelhäusern, die hier bereits seit dem Mittelalter verbreitet waren, in diesen Regionen schon mit Laubengängen (ebenerdigen Arkaden und höheren Zugangsbalkonen). Damals wuchsen erste Städte zu Großstädten an und große Mietshäuser (österreichisch: „Zinshäuser“) wurden häufig. Ähnliche Bauwerke waren schon die Arkadenhöfe der Renaissancezeit, hier oft Schlösser oder Stadthäuser. Um die nicht optimale Platznutzung dieser aus Vorderhaus und L-förmig angebautem Hinterhaus bestehenden Seitenflügelhäuser auszugleichen – viele Hinterhäuser enden in ungenutzten Freiflächen – wurde die Zahl der Stockwerke erhöht und Zugangsbalkone/Laubengänge (tschechisch pavlač=Gang/Zugang) zu den Hinterhäusern in allen Etagen eingeführt.
Erst mit der Modernisierung des Katasterwesens vieler Städte im 19. Jahrhundert zu weniger schmal parzellierten Grundstücken wurden Pawlatschenhäuser schrittweise von oft repräsentativer gestalteten Wohnhöfen (Arbeiter-Hinterhöfe waren in der Architektur Österreich-Ungarns verglichen mit dem Deutschen Kaiserreich selten) mit „Stiegenhäusern“ (d. h. eine Stiege/Treppenhaus pro Zinshaus) zurückgedrängt. Die Stadt Wien verbot den Neubau dieser engen Bebauung ohne Feuertreppen zwischen den Pawlatschen nach dem Brand der Ringstraße 1881, in noch nicht eingemeindeten Vorstädten und anderen Städten wurden sie aber noch länger gebaut.
Die engen, teils bereits als Element sozialen Wohnens konzipierten, im 20. Jahrhundert oft baufälligen Pawlatschenhäuser entwickelten sich zu Wohngebieten unterer Einkommensgruppen und umgangssprachlich wurde „Pawlatsche“ auch zum Synonym eines baufälligen Hauses. Erst mit den postmodernen Stadtsanierungen ab den 1970er Jahren entwickelten sie sich zur beliebten, begrünten Wohnlage.

## Künstlerische Rezeption

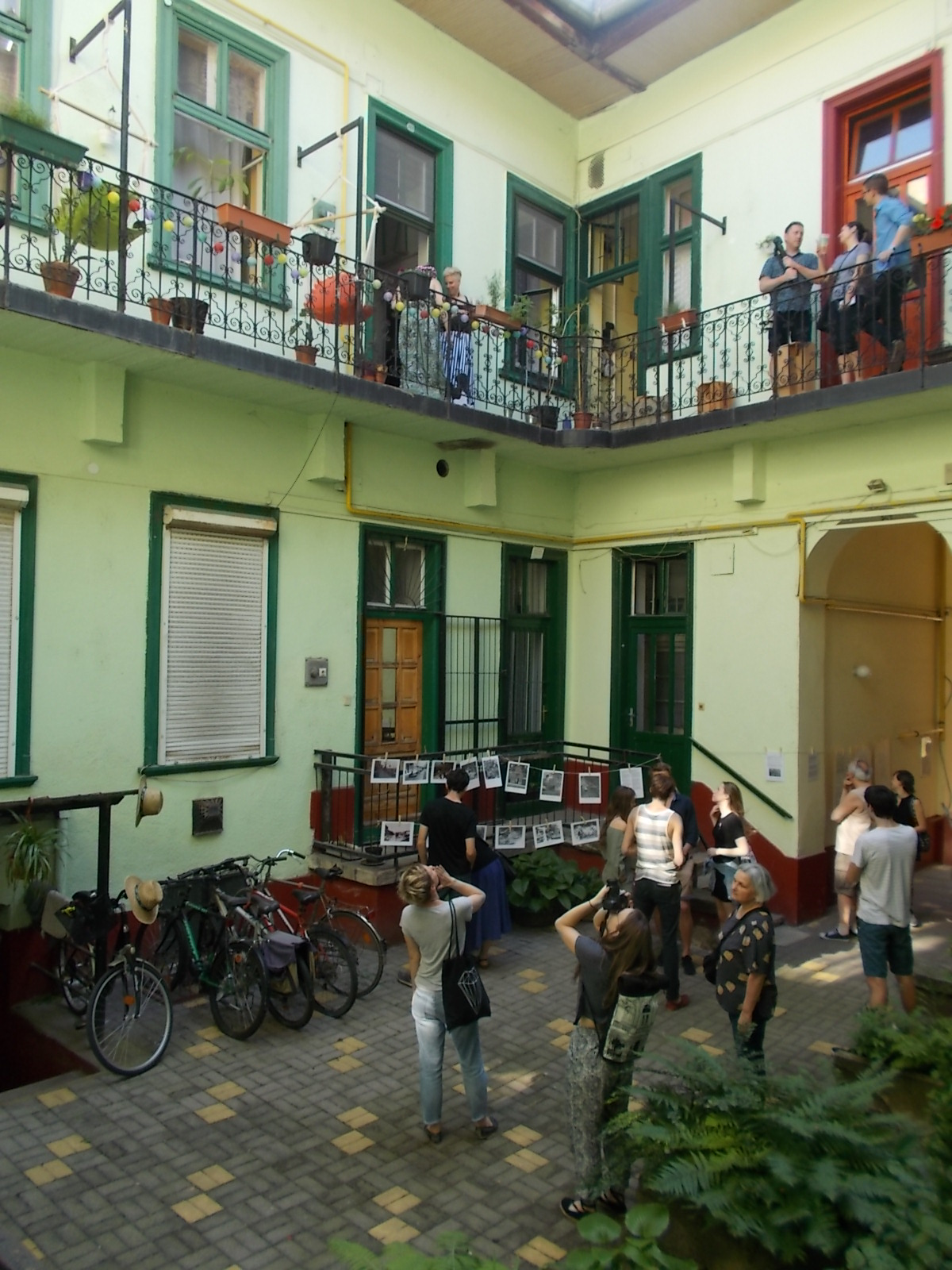
Bilderausstellung im Sommer 2018 im Pawlatschenhof Almássy tér 13 (Almássy-Platz 13) im Budapester Stadtteil Erzsébetváros (Elisabethstadt).

In Pawlatschenhäusern finden heute manchmal öffentliche Ausstellungen oder improvisierte „Pawlatschentheater“ mit dem Publikum auf den Pawlatschen und im Hof statt. Der österreichische Ausdruck „Pawlatsche“ kann auch „Theaterbühne“ oder (einfache) „Bretterbühne“ bedeuten.
Die künstlerische Nutzung des halb-öffentlichen Raums der Pawlatschenhöfe ist keine Erfindung der Gegenwart, schon Egon Erwin Kisch beschrieb im „Marktplatz der Sensationen“ den Scherenschleifer „der blinde Methodius“, der seinem meist weiblichen Pawlatschenpublikum in Prager Hinterhöfen Bänkelgesänge in tschechischer Sprache zu aktuellen Ereignissen und Kriminalfällen vortrug.
Die prominenteste Erwähnung in Prager deutschsprachiger Literatur ist Franz Kafkas Brief an den Vater (nie abgeschickt), in dem er sich unter anderem erinnert, als Kind für nächtliches Rufen „wahrscheinlich teils um zu ärgern, teils um mich zu unterhalten“ von dem resoluten Hermann Kafka „auf die Pawlatsche“ gestellt und einige Zeit ausgesperrt wurde. „Noch nach Jahren litt ich unter der quälenden Vorstellung, daß der riesige Mann, mein Vater, die letzte Instanz, fast ohne Grund kommen und mich in der Nacht aus dem Bett auf die Pawlatsche tragen konnte und daß ich also ein solches Nichts für ihn war. Das war damals ein kleiner Anfang nur, aber dieses mich oft beherrschende Gefühl der Nichtigkeit (ein in anderer Hinsicht allerdings auch edles und fruchtbares Gefühl) stammt vielfach von Deinem Einfluß.“